# カルロ・アンチェロッティ
カルロ・アンチェロッティ（Carlo Ancelotti, 1959年6月10日 - ）は、イタリア・レッジョ・エミリア県レッジョーロ出身の元サッカー選手、現サッカー指導者。ブラジル代表監督。元イタリア代表。現役時代のポジションはミッドフィールダー。

## 概要
1959年にレッジョーロにて誕生。現役時代はASローマやACミランでプレーし、ハードなプレースタイルからタイガーとあだ名がついた。現役引退後の1995年より指導者に転身、監督としての指導スタイルは、選手との対話や関係を良好に保つことを重視する。
UEFAチャンピオンズリーグ優勝回数は5回で、監督としては歴代最多記録であり、ACミラン時代のセリエA（2004年）、チェルシー時代のプレミアリーグ（2010年）、パリ・サンジェルマン時代のリーグ・アン（2013年）、バイエルン・ミュンヘン時代のブンデスリーガ（2016年）、第二次レアル・マドリード時代のラ・リーガ（2022年）と5大リーグ制覇を達成した史上初の監督である。
息子のダビデ・アンチェロッティもサッカー指導者で、2012年からカルロの元でスタッフに加わっており、2021年に監督に就任したレアル・マドリードではアシスタントコーチを務めている。
2024年3月6日、スペインの検察当局はカルロを脱税容疑で告発したと明らかにした。検察はカルロがレアル・マドリードで指揮を執っていた2014年と2015年について、肖像権収入に関する100万ユーロを脱税したとして、禁錮4年9カ月を求刑する方針。2025年7月9日、裁判所から懲役1年と罰金38万6000ユーロを言い渡された。判決が2年未満のため、前科のないカルロが刑務所で服役することはない。

## クラブ経歴

### パルマ
14歳で地元レッジョーロのユースチームに加入。15歳でパルマACへと移籍した。当初はフォワードとしてプレーしていたが、足がそれ程速くなかったことから、攻撃的MFとしてプレーするようになった。1976-77シーズンにプロとしてデビューを果たした。1977-78シーズンにはレギュラーとして起用されるようになり、21試合で8得点を挙げた。この頃ビッククラブからも注目される存在となり、彼がファンであったインテルナツィオナーレ・ミラノが獲得に興味を示し、1978年5月20日、ヘルタ・ベルリンとのフレンドリーマッチに入団テストの意味合いで招待され、インテルの選手として出場した。しかし、インテルが他の選手を獲得することになったため、入団は無くなった。インテルが獲得から手を引いたことから、もう1シーズンパルマでプレーを続けることとなり、パルマでの最後のシーズン、セリエBへの昇格が掛かったプレーオフでは2得点を挙げ、チームのB昇格を助けた。

### ローマ

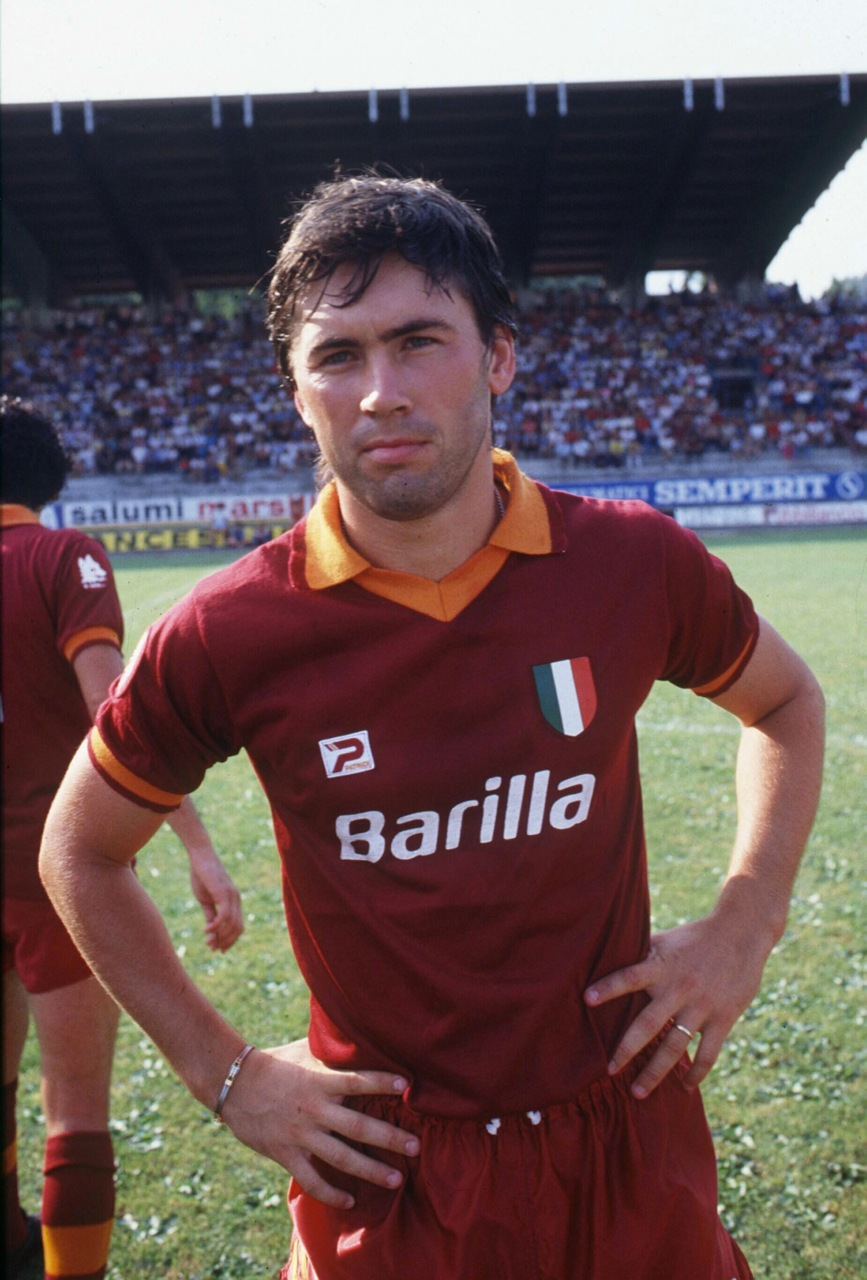
ローマの現役時代（1983-84シーズン）

1979年にASローマに入団。入団後、ニルス・リードホルム監督により、セントラルMFにコンバートされた。9月16日、開幕戦のACミラン戦でセリエAデビューを果たした。9月23日、第2節のペスカーラ戦でセリエA初ゴールを決めた。1年目のシーズンには、自身初のタイトルとなる、コッパ・イタリア優勝を果たした。1982-83シーズンにスクデットを獲得。1983-84シーズン、12月4日のユヴェントス戦で試合途中に負傷し長期離脱、チームはチャンピオンズカップで決勝に進出したが、怪我の影響で決勝のリヴァプール戦は欠場した。1984年10月24日、UEFAカップウィナーズカップでのレクサム戦で初めてキャプテンを任され、以降キャプテンを務めた。ローマでは227試合17ゴールの成績を残し、2014年にはチームの殿堂入りを果たしている。

### ミラン
1987-88シーズン、ローマは放出を渋ったことから、移籍期限終了間際に、当時としては大金であった、移籍金約5億円でACミランに移籍。アリゴ・サッキは、ベルルスコーニとの会話で、「アンチェロッティが加入すれば、優勝出来る。」と獲得を迫ると、ベルルスコーニは「アンチェロッティは膝に故障を抱え、80パーセントの状態だが、、」と返答され、サッキは「アンチェロッティの頭脳は100パーセントだ。」と、獲得を熱望した。同シーズンには自身2度目のセリエA優勝を果たした。1988-89シーズン、UEFAチャンピオンズカップ準決勝のレアル・マドリード戦2ndレグではミドルシュートで先制点を挙げ、チームを5-0の勝利に導き、決勝のステアウア・ブカレスト戦でもスタメンで出場して優勝した。同年のトヨタカップでもアトレティコ・ナシオナルを破って優勝した。1989-90シーズンのUEFAチャンピオンズカップでもレギュラーとして活躍、決勝のSLベンフィカ戦でも先発、74分までプレーし、大会2連覇を果たした。同年のトヨタカップは膝の負傷で欠場した。
1991-92シーズン、膝に怪我を抱えていたことから、ベンチスタートになることも多くなり、リーグ優勝を置き土産に33歳で現役を引退、ホーム最終節のヴェローナ戦で2得点を記録した。同年の5月20日にサンシーロにおいて、引退試合となった、ミラン対ブラジル代表の試合が行われた。

## 代表経歴
イタリア代表としては1981年にオランダ戦で代表デビュー、その試合でゴールも挙げた。1982年初頭の怪我により、スペインワールドカップに出場出来なかった。
1986年、メキシコワールドカップでは代表入りしたが、出場機会は無かった。1988年、ユーロドイツ大会では4試合に先発フル出場した。
1990年、イタリアワールドカップでは主に控えであったが、合計3試合でプレーした。3位決定戦ではスタメンで出場を果たし、3位に入賞している。1991年11月13日、ノルウェー戦で代表で最後の出場を果たした。

## 監督経歴

### イタリア代表〜ACレッジャーナ
現役引退後の1992年にイタリア代表のアシスタントコーチとして指導者としてのキャリアをスタートさせる。当時の代表監督はミラン時代の恩師で、ゾーンプレスの生みの親と知られるアリゴ・サッキで、サッキの下で守備戦術の構築などの薫陶を受け、1994年、ワールドカップでもアシスタントとして参加した。1995年、セリエBのACレッジャーナ1919監督に就任、1シーズンでセリエA昇格を果たす。

### パルマ

パルマ監督時代（1996-97シーズン）

1996-97シーズン、プロのキャリアをスタートさせた、パルマの監督に就任。このシーズン、14節のACミラン戦を前に解任が決定的となっていたが、ミランを1-0で破ったことにより、監督を続投することとなった。最終的には、インテル、SSラツィオなどを抑えユヴェントスに次ぐ2位に導いた。

### ユヴェントスFC
成績不振で解任されたマルチェロ・リッピの後を受け、1998年のシーズン途中にユヴェントスFCの監督に就任。1999-2000シーズンはチームを見事に立て直し、最終節のACペルージャ戦に勝てば優勝できたのだが、ここでまさかの敗北を喫して2位に終わる。2000-01シーズンも最終節でASローマに逃げ切られ2位。これでパルマFC時代と合わせ3回目の2位となりシルバーコレクターと揶揄される。ヨーロッパカップ戦においても結果を残せなかった為、このシーズン限りで解任された。

### ACミラン

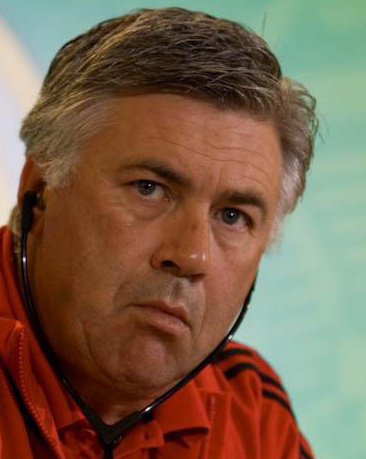
ミラン監督時代（2007年）

フリーの身となっていた2001-02シーズン途中、成績不振の古巣ACミランの監督に就任。2002-03シーズン、2006-07シーズンにはミランでUEFAチャンピオンズリーグ制覇を果たした。これにより選手、監督両方でUEFAチャンピオンズリーグを制覇した4人目の人物となった。なお、ACミランと契約する直前までパルマの監督就任が濃厚と報じられていたが、パルマと契約交渉する日の午前中にACミランとの契約に合意し、ACミランの監督に就任したという逸話がある(パルマとはその日の午後に交渉予定であった)。ACミランでは8年にわたり監督を務める長期政権になった。8年間安定した成績を収めUEFAチャンピオンズリーグでも常に上位に進出した。

### チェルシーFC

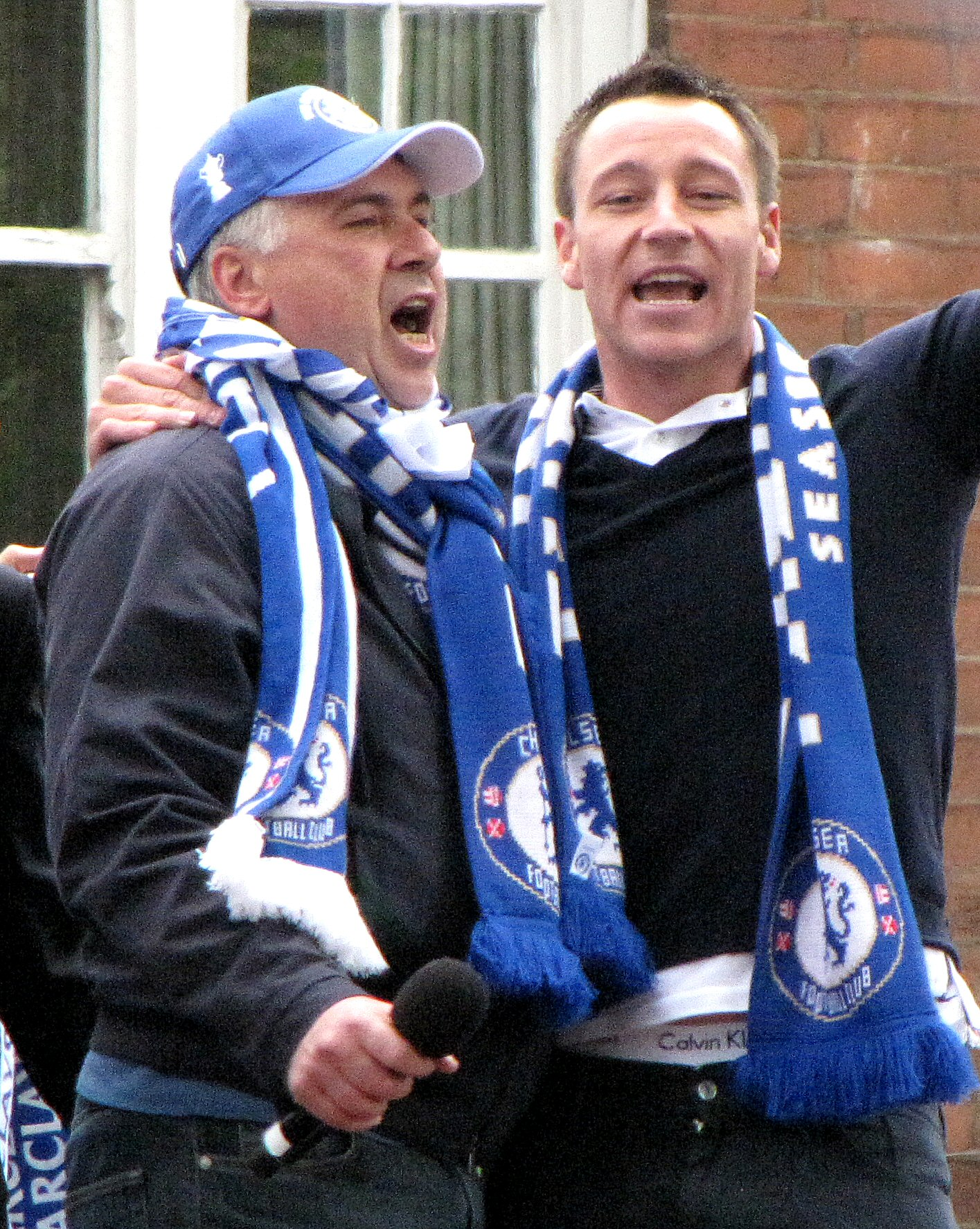
チェルシーキャプテンのジョン・テリーと優勝を喜ぶアンチェロッティ監督

2009年6月1日、イングランド・プレミアリーグのチェルシーの監督に就任した。就任後、初の公式戦となったFAコミュニティ・シールドで、プレミア王者のマンチェスター・ユナイテッドをPK戦の末に倒し、自身の指導者としてのキャリアではイタリア国外で初となるタイトルを獲得した。2009-10シーズンのUEFAチャンピオンズリーグでは因縁の相手インテルに敗れてベスト16に終わったが、リーグ戦では2度目の得点王に輝いたドログバが29ゴール、ミッドフィールダーのランパードが22ゴールを挙げたのを筆頭に当時プレミアリーグ史上最多の103ゴールに物を言わせた圧倒的な得点力を武器に最終節まで優勝争いが縺れた末に4シーズンぶりの優勝をもたらし、連覇を目指したFAカップも優勝。監督に就任して最初のシーズンで二冠を手にした。
しかし翌2010-11シーズンはケガ人が続出してシーズン半ばにチームが不振に陥った。冬の移籍市場でフェルナンド・トーレスとダヴィド・ルイスを獲得し巻き返しをはかったが、ダビド・ルイスがチームにフィットした一方で5000万ユーロ（当時の為替レートで約70億円）という英国史上最高額の移籍金で加入したフェルナンド・トーレスを取り込む為の試行錯誤に手間取ったのが、当時首位を走っていたマンチェスター・ユナイテッド追撃への足枷となり、結局無冠、シーズン終了後に解任された。

### パリ・サンジェルマンFC

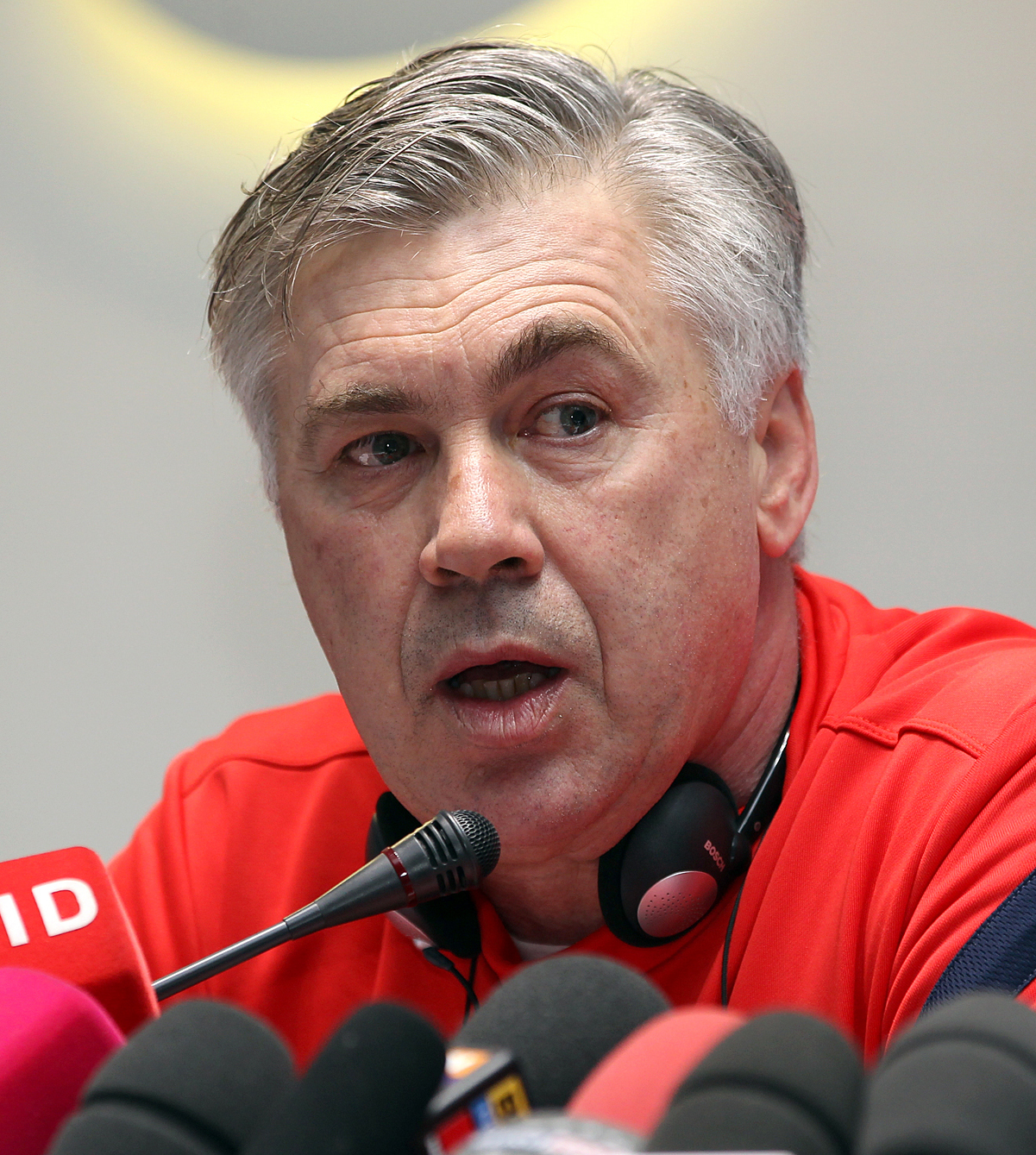
PSG監督時代（2012年）

2011年12月30日、ACミランで同僚だったレオナルドスポーツディレクターに誘われ、パリ・サンジェルマンFC監督に就任。契約は2年半。2年目の2012-13シーズン、クラブは総額180億円の巨費を投じてブラジル代表のチアゴ・シウバ、スウェーデン代表のズラタン・イブラヒモヴィッチ、アルゼンチン代表のエセキエル・ラベッシ等を獲得。リーグ最多の69得点とリーグ最少の23失点で19年ぶり3回目のリーグ優勝。2012-13シーズンのUEFAチャンピオンズリーグではクラブをベスト4に進出した1994-95シーズン以来となるベスト8進出に導いた。

### レアル・マドリード
2013年6月25日、レアル・マドリードの監督就任が発表された。契約は3年間。2014年4月17日、コパ・デル・レイ決勝でFCバルセロナを破り、国王杯優勝を果たした。リーガではアトレティコ・マドリード、FCバルセロナとの混戦の末に優勝を逃し、2001-02シーズン以来13年ぶりの3位に沈んだ。チャンピオンズリーグでは準決勝でバイエルン・ミュンヘンと対戦。対戦前の通算成績では7勝11敗と相性が良いとは言えず、アウェイでは1引き分け全敗している前回王者相手に2連勝を飾った。これによりアリアンツ・アレーナで勝利した史上初の監督となる。初の同都市（マドリード）を本拠地とする対戦となったアトレティコ・マドリードとの決勝では、延長戦の末4-1で下しチャンピオンズリーグ優勝果たした。レアル・マドリードは記念すべき10度目の優勝（デシマ）、自身としては監督としてCL3度目の優勝となり、ボブ・ペイズリーと並び最多タイとなった。
2年目の14-15シーズン、前半戦はサッカー史上3番目の記録となる22連勝を果たすなど好調であったが後半戦に入ると失速した。また昨季CLで直接対決を制したアトレティコ・マドリードが最大の障壁となり、対決が実現した大会ではスーペルコパ・デ・エスパーニャ、連覇を目指した国王杯のタイトルをいずれも逃し、リーグ戦のアウェーゲームにおいては0-4の大敗を喫している。一方で、ベスト8で激突したチャンピオンズリーグでは2ndレグで1-0で勝利して準決勝に進出し、8試合目にして雪辱を果たした。しかし、準決勝ではユヴェントスFCに合計スコア2-3で敗戦。ベスト4で敗退し、史上初の連覇には失敗した。また、リーグ戦では審判への侮辱行為によって残り試合のベンチ入り禁止処分を受け、一足先にシーズンを終えることとなった。リーガ・エスパニョーラでも最終的に宿敵バルセロナに優勝を譲り、UEFAスーパーカップ、FIFAクラブワールドカップは制覇したものの主要タイトルでは無冠で終了、シーズン終了後に解任された。

### FCバイエルン・ミュンヘン

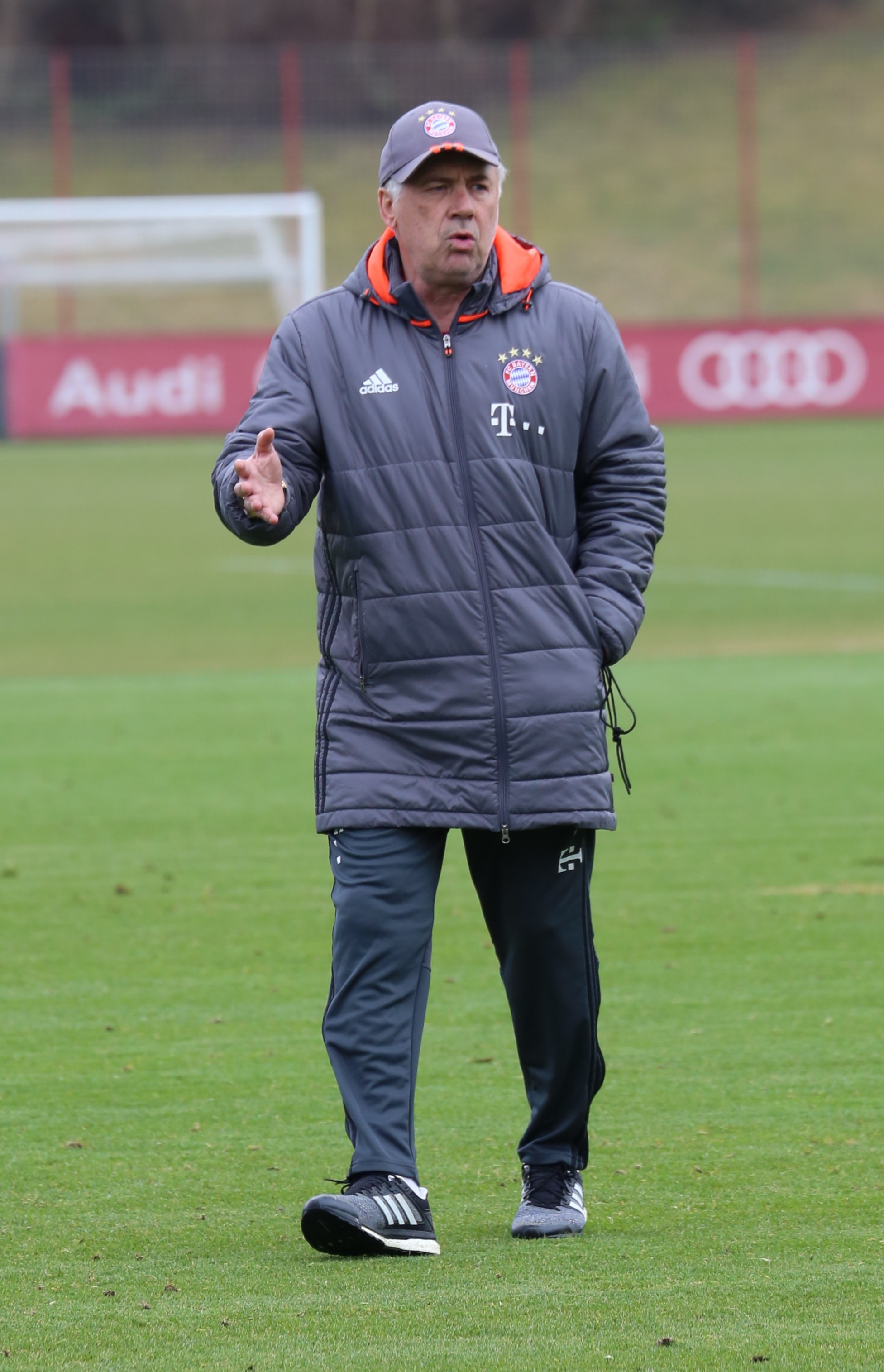
バイエルン監督時代（2017年）

2015年12月20日、2016-2017シーズンからFCバイエルン・ミュンヘンの指揮を取ることが発表された。2016-17シーズンはリーグ5連覇を果たしたものの、DFBポカールは準決勝でボルシア・ドルトムントに敗れベスト4、CLは準々決勝で王者レアル・マドリードに延長戦の末敗れベスト8に終わった。2017-18シーズンは、夏の移籍市場で自身が獲得を望んだハメス・ロドリゲスを獲得するなどしたが、第3節のホッフェンハイム戦で敗戦するなど不調が目立ち、CLグループステージ第2節のパリ・サンジェルマン戦において0-3で敗戦した直後の2017年9月28日、成績不振のため解任された。バイエルン会長のウリ・ヘーネスはアンチェロッティと一部の主力選手との間に確執があったと告白している。2017年12月、イタリア代表監督の候補として名前が挙がったが、本人は「代表監督就任は職業を変えることを意味する。クラブの監督を続けたい」との理由で拒否している。

### SSCナポリ
2018年5月23日、SSCナポリと3年契約で監督に就任することが発表された。就任1年目の2018-2019シーズンは、前年にマウリツィオ・サッリが作り上げたチームを引き継ぎリーグ戦2位という好成績を修めたが、悲願の優勝を目指して大型補強を行った2年目の2019-2020シーズンは序盤からよもやの不振に陥り、さらに2019年11月に起きた合宿ボイコット騒動（成績不振に激怒したアウレリオ・デ・ラウレンティス会長がチームに緊急合宿を命じたものの、一部の主力選手が拒否して帰宅。アンチェロッティも首脳陣の意に反して緊急合宿には同意しなかったと報じられている）を機にチーム幹部らとの確執に発展、2019年12月10日、成績不振を理由に解任が発表された。

### エヴァートンFC
2019年12月21日、エヴァートンFCの監督に就任した。契約期間は2024年6月までとなる。エバートン監督就任後は、ドミニク・キャルバート＝ルーウィンをエースに抜擢したり、2020年夏には古巣のナポリとレアル・マドリードから教え子のアランとハメス・ロドリゲスを獲得するなどした。

### レアル・マドリード復帰

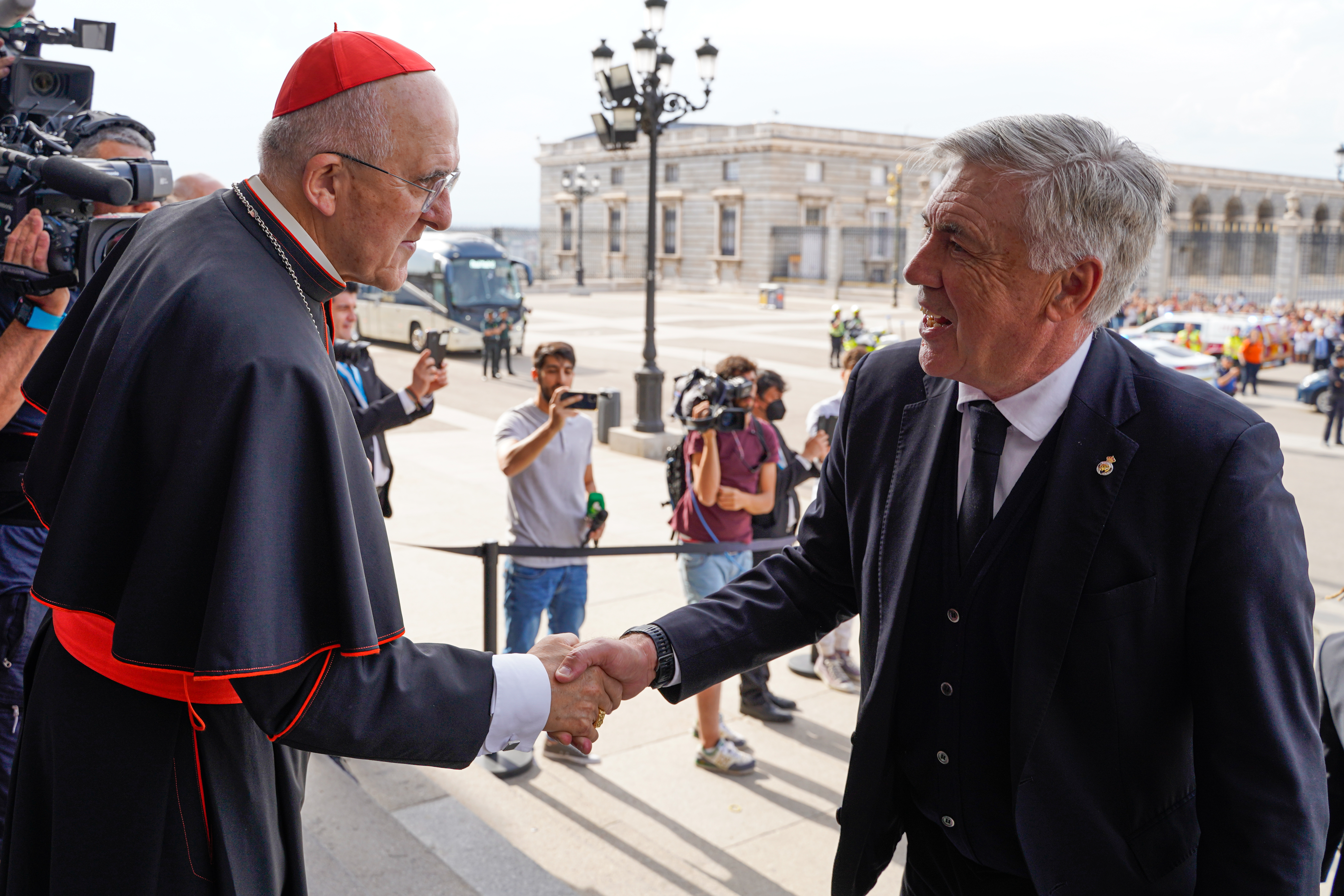
Rマドリード監督時代、アルムデナ大聖堂にてオソロ大司教と面会（2022年）

2021年6月1日、レアル・マドリードの監督に電撃復帰した事が発表された。契約期間は3年間。2024年のインタビューでこの電撃復帰の経緯を聞かれたアンチェロッティは、レアル・マドリードのゼネラルディレクターであるホセ・アンヘル・サンチェスに余剰戦力の照会を行っていたところ、レアル・マドリードが辞任したジネディーヌ・ジダンの後任監督を選定中であることを知り、その場で自ら立候補したことを明かした。
2013年からの第一次政権時から旧知のメンバーが多く残っていたこともあって、即座にチームを掌握、ベテランだけでなく、ヴィニシウス・ジュニオールを始めとする若手選手も積極的に起用するなどして、ヴィニシウスの才能を開花させた。2022年5月1日に7年前には果たせなかったラ・リーガ制覇を果たしミラン時代のセリエA（2004年）、チェルシー時代のプレミアリーグ（2010年）、パリ・サンジェルマン時代のリーグ・アン（2013年）、バイエルン時代のブンデスリーガ（2016年）に続いて監督史上初の5大リーグ制覇を果たした。またUEFAチャンピオンズリーグでも前評判は高くなかったものの、決勝トーナメントでは、パリ・サンジェルマンFC、チェルシーFC、マンチェスター・シティFCに三戦連続逆転勝利した勢いのまま、5月28日に行われた決勝戦でリヴァプールFCを破って、4年ぶり14回目のUEFAチャンピオンズリーグ優勝に導き、自身が持つ最多記録を更新する4回目の戴冠となった。これらの功績が認められて、2021-2022シーズンのUEFA年間最優秀監督賞を受賞。
2022-2023シーズンは、開幕前にUEFAスーパーカップを獲得するも、リーグ戦では攻撃の要であるベンゼマの負傷離脱が響き、バルセロナに次ぐ2位に終わり、UEFAチャンピオンズリーグでも準決勝でマンチェスター・シティFCに大敗した。しかしコパ・デル・レイでは2013-2014シーズン以来、9年ぶりにタイトルを奪還して無冠は回避した。2023年夏には、契約満了となる来夏のブラジル代表監督就任も報じられていた中で2023-2024シーズンも続投、退団したベンゼマの不在を危惧されるも、新加入のジュード・ベリンガムを攻撃の要に据える采配で窮地を乗り切り、選手や首脳陣とも良好な関係を築き、安定したチーム運営が評価され、2023年12月29日に2026年6月まで2年間の契約延長に合意したことが発表された。2023-2024シーズンは宿敵バルセロナに3連勝（リーグ2試合とスーペルコパ・デ・エスパーニャ決勝）を果たして2年ぶりのリーグ優勝に導き、UEFAチャンピオンズリーグでも準々決勝で前年に大敗した前年覇者のマンチェスター・シティFCに雪辱を果たし、準決勝でも古巣バイエルン・ミュンヘンに逆転勝利した勢いのまま、決勝戦のボルシア・ドルトムント戦に2-0で勝利して、2年ぶり15回目のUEFAチャンピオンズリーグ優勝にも導き、自身が持つ最多優勝記録を5回に更新した。このシーズンは、ラ・リーガ、UEFAチャンピオンズリーグ、スーペルコパ・デ・エスパーニャの三冠を達成している。

### ブラジル代表
2025年5月12日、ブラジル代表の監督に就任したことが発表された。

## 個人成績

### クラブでの出場記録
| シーズン | クラブ   | リーグ   | 国内リーグ | 国内リーグ | 国内カップ | 国内カップ | 欧州カップ | 欧州カップ | その他 | その他 | 通算 | 通算 |
| シーズン | クラブ   | リーグ   | 出場       | 得点       | 出場       | 得点       | 出場       | 得点       | 出場   | 得点   | 出場 | 得点 |
| -------- | -------- | -------- | ---------- | ---------- | ---------- | ---------- | ---------- | ---------- | ------ | ------ | ---- | ---- |
| 1976–77  | パルマFC | セリエC  | 1          | 0          | —          | —          | —          | —          | —      | —      | 1    | 0    |
| 1977–78  | パルマFC | セリエC  | 21         | 8          | —          | —          | —          | —          | —      | —      | 21   | 9    |
| 1978–79  | パルマFC | セリエC1 | 33         | 5          | —          | —          | —          | —          | —      | —      | 33   | 5    |
| 1979–80  | ASローマ | セリエA  | 27         | 3          | 9          | 0          | —          | —          | —      | —      | 36   | 3    |
| 1980–81  | ASローマ | セリエA  | 29         | 2          | 6          | 2          | 2          | 1          | —      | —      | 37   | 5    |
| 1981–82  | ASローマ | セリエA  | 5          | 0          | 0          | 0          | 3          | 1          | —      | —      | 8    | 1    |
| 1982–83  | ASローマ | セリエA  | 23         | 2          | 3          | 0          | 6          | 0          | —      | —      | 32   | 2    |
| 1983–84  | ASローマ | セリエA  | 9          | 0          | 5          | 0          | 4          | 0          | —      | —      | 18   | 0    |
| 1984–85  | ASローマ | セリエA  | 22         | 3          | 2          | 0          | 3          | 0          | —      | —      | 27   | 3    |
| 1985–86  | ASローマ | セリエA  | 29         | 0          | 4          | 0          | —          | —          | —      | —      | 33   | 0    |
| 1986–87  | ASローマ | セリエA  | 27         | 2          | 7          | 1          | 2          | 0          | —      | —      | 36   | 3    |
| 1987–88  | ACミラン | セリエA  | 27         | 2          | 7          | 0          | 4          | 0          | —      | —      | 38   | 2    |
| 1988–89  | ACミラン | セリエA  | 28         | 2          | 2          | 0          | 7          | 1          | 1      | 0      | 38   | 3    |
| 1989–90  | ACミラン | セリエA  | 24         | 3          | 4          | 0          | 6          | 0          | 1      | 0      | 35   | 3    |
| 1990–91  | ACミラン | セリエA  | 21         | 1          | 4          | 0          | 4          | 0          | 2      | 0      | 31   | 1    |
| 1991–92  | ACミラン | セリエA  | 12         | 2          | 6          | 0          | —          | —          | —      | —      | 18   | 2    |
| 通算     | パルマFC | パルマFC | 55         | 13         | —          | —          | —          | —          | —      | —      | 55   | 13   |
| 通算     | ASローマ | ASローマ | 171        | 12         | 36         | 3          | 20         | 2          | —      | —      | 227  | 17   |
| 通算     | ACミラン | ACミラン | 112        | 10         | 23         | 0          | 21         | 1          | 4      | 0      | 160  | 11   |
| 総通算   | 総通算   | 総通算   | 338        | 35         | 59         | 3          | 41         | 3          | 4      | 0      | 442  | 41   |

### 試合数
国際Aマッチ 26試合 1得点（1981年-1991年）
| イタリア代表 | 国際Aマッチ | 国際Aマッチ |
| 年           | 出場        | 得点        |
| ------------ | ----------- | ----------- |
| 1981         | 4           | 1           |
| 1982         | -           | -           |
| 1983         | 4           | 0           |
| 1984         | -           | -           |
| 1985         | -           | -           |
| 1986         | 5           | 0           |
| 1987         | 3           | 0           |
| 1988         | 5           | 0           |
| 1989         | 0           | 0           |
| 1990         | 4           | 0           |
| 1991         | 1           | 0           |
| 通算         | 26          | 1           |

### 指導者としての成績
2022年4月6日時点
| クラブ                   | 就任           | 退任           | 記録  | 記録 | 記録 | 記録 | 記録  | 記録 | 記録  | 記録   |
| クラブ                   | 就任           | 退任           | 試    | 勝   | 分   | 敗   | 得    | 失   | 差    | 勝率   |
| ------------------------ | -------------- | -------------- | ----- | ---- | ---- | ---- | ----- | ---- | ----- | ------ |
| ACレッジャーナ1919       | 1995年8月1日   | 1996年5月31日  | 41    | 17   | 14   | 10   | 45    | 36   | +9    | 041.46 |
| パルマFC                 | 1996年8月1日   | 1998年5月31日  | 87    | 42   | 27   | 18   | 124   | 85   | +39   | 048.28 |
| ユヴェントスFC           | 1999年2月9日   | 2001年5月31日  | 114   | 63   | 33   | 18   | 185   | 101  | +84   | 055.26 |
| ACミラン                 | 2001年11月6日  | 2009年5月31日  | 420   | 238  | 101  | 81   | 690   | 357  | +333  | 056.67 |
| チェルシーFC             | 2009年7月1日   | 2011年5月22日  | 109   | 67   | 20   | 22   | 241   | 94   | +147  | 061.47 |
| パリ・サンジェルマンFC   | 2011年12月30日 | 2013年7月1日   | 77    | 49   | 19   | 9    | 153   | 64   | +89   | 063.64 |
| レアル・マドリード       | 2013年6月25日  | 2015年5月25日  | 119   | 89   | 14   | 16   | 323   | 103  | +220  | 074.79 |
| FCバイエルン・ミュンヘン | 2016年7月1日   | 2017年9月26日  | 60    | 42   | 9    | 9    | 156   | 50   | +106  | 070.00 |
| SSCナポリ                | 2018年7月1日   | 2019年12月10日 | 73    | 38   | 19   | 16   | 127   | 73   | +54   | 052.05 |
| エヴァートンFC           | 2019年12月21日 | 2021年6月1日   | 67    | 31   | 14   | 22   | 93    | 88   | +5    | 046.27 |
| レアル・マドリード       | 2021年6月1日   |                | 44    | 32   | 6    | 6    | 91    | 37   | +54   | 072.73 |
| ブラジル代表             |                |                |       |      |      |      |       |      |       |        |
| 通算                     | 通算           | 通算           | 1,105 | 647  | 256  | 202  | 2,047 | 964  | +1083 | 058.55 |

## タイトル

### 選手時代

#### クラブ
ASローマ
- コッパ・イタリア 1979-80, 1980-81, 1983-84, 1985-86
- セリエA 1982-83

ACミラン
- セリエA 1987-88, 1991-92
- UEFAチャンピオンズカップ 1988-89, 1989-90
- スーペルコッパ・イタリアーナ 1988
- インターコンチネンタルカップ 1989, 1990

### 指導者時代

#### クラブ
ACミラン
- UEFAチャンピオンズリーグ 2002-03, 2006-07
- UEFAスーパーカップ 2003, 2007
- セリエA 2003-04
- コッパ・イタリア 2002-03
- スーペルコッパ・イタリアーナ 2004
- FIFAクラブワールドカップ 2007

チェルシーFC
- プレミアリーグ 2009-10
- FAカップ 2009-10
- FAコミュニティ・シールド 2009

パリ・サンジェルマンFC
- リーグ・アン 2012-13

レアル・マドリード
- コパ・デル・レイ 2013-14, 2022-23
- UEFAチャンピオンズリーグ 2013-14, 2021-22, 2023-24
- UEFAスーパーカップ 2014,2022,2024
- FIFAクラブワールドカップ 2014,2022
- スーペルコパ・デ・エスパーニャ 2021-22, 2023-24
- ラ・リーガ 2021-2022，2023-2024
- FIFAインターコンチネンタルカップ 2024

バイエルン・ミュンヘン
- DFLスーパーカップ 2016, 2017
- ブンデスリーガ 2016-2017

#### 個人
- プレミアリーグ月間最優秀監督：5回（2009年11月、2010年8月、2011年3月、2011年4月、 2020年9月）
- UEFA年間最優秀監督:2回（2003年、2022年）

## 著書
- 『アンチェロッティの戦術ノート』（河出書房新社、2010年、ISBN 978-4309271903）
- 『アンチェロッティの完全戦術論』（河出書房新社、2014年、ISBN 978-4309275079）